# Scamper
Scamper és una tècnica de creativitat o de desenvolupament d'idees creatives elaborada per Bob Eberle a mitjans del segle xx. Bàsicament és una llista de revisió valorativa, on es generen noves idees en dur a terme accions sobre una idea principal. S'utilitza per millorar un producte, servei o procés existent, ja sigui propi o de la competència. Seria útil per obrir la ment a noves formes i poder enfocar tota la nostra capacitat creativa, i cobrir diversos punts alternatius.
 Primer s'ha d'identificar l'element que es desitja millorar sigui un producte, servei, procés o qualsevol tipus d'objecte d'estudi que pugui ser millorat. Tan bon punt es posseeix ben definit l'objectiu es comença una pluja d'idees inspirada per les set accions resumits per l'acrònim «scamper». La idea és formular preguntes utilitzant cadascuna d'accions (una alhora), després aplicar-les a l'objectiu. Es noten les idees que sorgeixen per poder desenvolupar-les després.
- Substituir
- Combinar
- Adaptar
- Modificar
- Posar en altres usos
- Eliminar
- Reformar

## Exemples de preguntes
- Què pots substituir per baixar costos?
- Què no pots substituir?
- Com pots substituir un recurs?
- Quin element pots substituir per eliminar complexitat del sistema?
- Què pots combinar internament?
- Què pots combinar amb un factor extern?
- Quina combinació d'elements generaria una reducció de costos?
- Com ho pots adaptar per agregar una altra funció?
- Què pots adaptar perquè estigui disponible a una major quantitat de persones?
- Modificant algun atribut pots disminuir la necessitat d'un recurs?
- Quina aplicació pot ser modificada per reduir costos de manteniment?
- Quina aplicació pot ser modificada per reduir costos?
- Quin un altre ús se li pot donar?
- Amb un altre ús l'objecte seria comercialment apte per a un nombre més gran de persones?
- Quina funció pot ser eliminada?
- Quina funció no pot ser eliminada?
- Si elimines un atribut com el color, el cost disminueix?
- Pots fer-ho més gran/petit?
- Pots fer-ho més lleuger/pesat?
- Com ho canviaries perquè ocupi menys espai físic?
- Si reordenes alguns passos el procés tindria menors possibilitats d'errors?.